# 恋は天使のチャイムから
「恋は天使のチャイムから」（こいはてんしのチャイムから）は、田村ゆかりのシングル。2018年2月21日にCana ariaから発売された。

## 概要
前作「好きだって言えなくて」から約2年10ヶ月ぶりのシングルリリース。Cana ariaから発売された1枚目のシングル。「田村ゆかりの乙女心♡症候群」（たむらゆかりのおとめごころシンドローム）＃28からオープニングになっている。

## 収録曲
1. 恋は天使のチャイムから
作詞:松井五郎、作曲:野村勇輔、編曲:悠木真一
「田村ゆかりの乙女心♡症候群」28回からのオープニング。
MVでは田村が思いを寄せる相手のために練った入念なデートプランを、“デートのれんしゅう!!”と銘打って1人でこなしていく様子が描かれている[3]。
2. Sweet Trap
作詞:SUMI、作曲・編曲:YASUSHI WATANABE
3. Double Fascination
作詞:松井五郎、作曲・編曲:板垣祐介
4. 横顔
作詞:松井五郎、作曲:まつもとななみ、編曲:草野よしひろ